# Selecció d'hoquei sobre patins femenina del Brasil
La selecció d'hoquei sobre patins femenina de Brasil és l'equip femení que representa la Confederação Brasileira de Hóquei e Patinação (CBHP) en competicions internacionals d'hoquei sobre patins. La CBHP es va fundar l'any 1988.

## Equip actual
Selecció a la Copa Amèrica 2010
- Silvana Nishi (p)
- Janine Fecher (p)
- Érica Bueno
- Andreia Regueira
- Jéssica Pereira
- Letícia de Souza
- Marília de Souza
- Mariane Venâncio
- Taíza Andrade
- Mariana Cabral

- Seleccionadora: Erica Bueno